# Isòtops del potassi
El potassi (K) té 24 isòtops coneguts. Tres isòtops naturals: 39K (93,3%), el 40K (0.012%) i el 41K (6,7%). La massa atòmica estàndard és T 39.0983(1) u. El 40K es desintegra en 40Ar estable (11,2% de desintegració) per captura electrònica o emissió de positrons (donant el núclid emissor de positrons amb el període de semidesintegració més llarg). Alternativament i la major part del temps (88,8%) es desintegra en 40Ca estable per emissió beta; el 40K té un període de semidesintegració de 1.250×10⁹ anys.
La desintegració del 40K a 40Ar permet un mètode de datació de roques força utilitzat. La datació per potassi-argó convencional depèn de l'assumpció que les roques no contenen argó en la seva formació i que tot el subsegüent argó radiogènic(ex, 40Ar) s'ha retingut quantitativament. Els minerals es daten mesurant la concentració de potassi i la quantitat d'40Ar radiogènic que ha acumulat. Els minerals millors per a la datació són la biotita, la moscovita, l'hornblenda plutònica altament metamòrfica, i el feldespat volcànic; totes les mostres de roca dels fluxos volcànics i les intrusives poc profundes també es poden datar si no s'alteren.
Els isòtops de potassi també s'han utilitzat àmpliament com a marcador radioactiu en estudis de meteorització. També s'usa en estudis de cicles biogeoquímics, ja que el potassi és un macronutrient necessari per a la vida.
En persones i animals saludables el 40K representa la font de radioactivitat més gran, més gran inclús que el ¹⁴C.En un cos humà de 70 kg massa, es desintegren aproximadament uns 4,400 nuclis d 40K per segon.

## Taula
| Símbol del núclid | Z(p)                | N(n)                | massa isotòpica (u) | Període de semidesintegració | Espín nuclear | Composició isotòpica representativa (fracció molar) | Rang de variació natural (fracció molar) |
| Símbol del núclid | Energia d'excitació | Energia d'excitació | Energia d'excitació | Període de semidesintegració | Espín nuclear | Composició isotòpica representativa (fracció molar) | Rang de variació natural (fracció molar) |
| ----------------- | ------------------- | ------------------- | ------------------- | ---------------------------- | ------------- | --------------------------------------------------- | ---------------------------------------- |
| ³²K               | 19                  | 13                  | 32.02192(54)#       |                              | 1+#           |                                                     |                                          |
| 32mK              | 950(100)# keV       | 950(100)# keV       | 950(100)# keV       | ?                            | 4+#           |                                                     |                                          |
| 33K               | 19                  | 14                  | 33.00726(21)#       | <25 ns                       | (3/2+)#       |                                                     |                                          |
| 34K               | 19                  | 15                  | 33.99841(32)#       | <40 ns                       | 1+#           |                                                     |                                          |
| 35K               | 19                  | 16                  | 34.988010(21)       | 178(8) ms                    | 3/2+          |                                                     |                                          |
| 36K               | 19                  | 17                  | 35.981292(8)        | 342(2) ms                    | 2+            |                                                     |                                          |
| 37K               | 19                  | 18                  | 36.97337589(10)     | 1.226(7) s                   | 3/2+          |                                                     |                                          |
| 38K               | 19                  | 19                  | 37.9690812(5)       | 7.636(18) min                | 3+            |                                                     |                                          |
| 38m1K             | 130.50(28) keV      | 130.50(28) keV      | 130.50(28) keV      | 924.2(3) ms                  | 0+            |                                                     |                                          |
| 38m2K             | 3458.0(2) keV       | 3458.0(2) keV       | 3458.0(2) keV       | 21.98(11) µs                 | (7+),(5+)     |                                                     |                                          |
| 39K               | 19                  | 20                  | 38.96370668(20)     | ESTABLE                      | 3/2+          | 0.932581(44)                                        |                                          |
| 40K               | 19                  | 21                  | 39.96399848(21)     | 1.248(3)E+9 a                | 4-            | 0.000117(1)                                         |                                          |
| 40mK              | 1643.639(11) keV    | 1643.639(11) keV    | 1643.639(11) keV    | 336(12) ns                   | 0+            |                                                     |                                          |
| 41K               | 19                  | 22                  | 40.96182576(21)     | ESTABLE                      | 3/2+          | 0.067302(44)                                        |                                          |
| 42K               | 19                  | 23                  | 41.96240281(24)     | 12.360(12) h                 | 2-            |                                                     |                                          |
| 43K               | 19                  | 24                  | 42.960716(10)       | 22.3(1) h                    | 3/2+          |                                                     |                                          |
| 44K               | 19                  | 25                  | 43.96156(4)         | 22.13(19) min                | 2-            |                                                     |                                          |
| 45K               | 19                  | 26                  | 44.960699(11)       | 17.3(6) min                  | 3/2+          |                                                     |                                          |
| 46K               | 19                  | 27                  | 45.961977(17)       | 105(10) s                    | 2(-)          |                                                     |                                          |
| 47K               | 19                  | 28                  | 46.961678(9)        | 17.50(24) s                  | 1/2+          |                                                     |                                          |
| 48K               | 19                  | 29                  | 47.965514(26)       | 6.8(2) s                     | (2-)          |                                                     |                                          |
| 49K               | 19                  | 30                  | 48.96745(8)         | 1.26(5) s                    | (3/2+)        |                                                     |                                          |
| 50K               | 19                  | 31                  | 49.97278(30)        | 472(4) ms                    | (0-,1,2-)     |                                                     |                                          |
| 51K               | 19                  | 32                  | 50.97638(54)#       | 365(5) ms                    | 3/2+#         |                                                     |                                          |
| 52K               | 19                  | 33                  | 51.98261(75)#       | 105(5) ms                    | (2-)#         |                                                     |                                          |
| 53K               | 19                  | 34                  | 52.98712(75)#       | 30(5) ms                     | (3/2+)#       |                                                     |                                          |
| 54K               | 19                  | 35                  | 53.99420(97)#       | 10(5) ms                     | 2-#           |                                                     |                                          |
| 55K               | 19                  | 36                  | 54.99971(107)#      | 3# ms                        | 3/2+#         |                                                     |                                          |